# Horse Shoe Bar

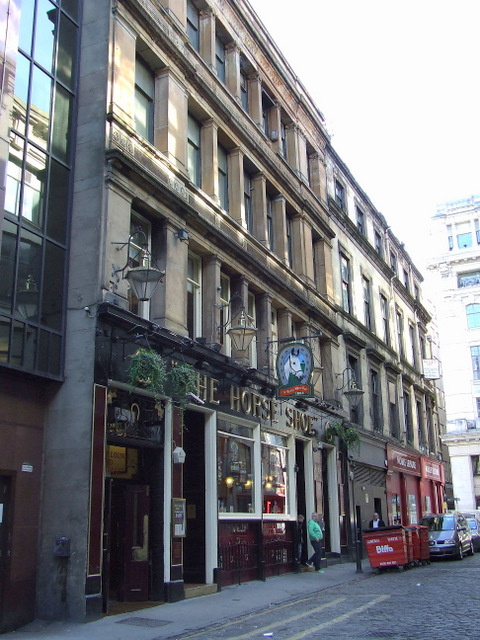
Horse Shoe Bar (2012)

Die Horse Shoe Bar ist eine Gaststätte in der schottischen Stadt Glasgow. 1988 wurde das Bauwerk in die schottischen Denkmallisten zunächst in der Kategorie B aufgenommen. Die Hochstufung in die höchste Denkmalkategorie A erfolgte 2008.

## Geschichte
Das Gebäude entstand um 1870. Obschon Parallelen zur Architektur Alexander Thomsons bestehen, ist der planende Architekt unbekannt. Sein heutiges Aussehen erhielt die Gaststätte im Zuge der Umgestaltung zwischen 1885 und 1887. Möglicherweise ließ der Eigentümer John Scouller hierbei eigene Ideen einfließen. Für die Umsetzung könnte Thomas Baird verantwortlich zeichnen, der um diese Zeit Scoullers Privatvilla plante.
Durch den Umbau erhielt die Bar einen neuartigen Aufbau, der sich unter anderem in der Aufhebung der räumlichen Trennung zwischen dem äußeren Tisch- und dem inneren Barbereich zeigte. Hieraus resultierte ein besserer Überblick und daraus die Möglichkeit zur effizienteren Bewirtung der Gäste. Mit ihrem Aufbau setzte die Horse Shoe Bar in den folgenden Jahrzehnten einen Trend und entwickelte sich zu einer äußerst beliebten Gaststätte. Sie gilt als Modell der Bars im späteren edwardianischen Zeitalter. Selbst aus fernen Städten wie Inverness in den Highlands kamen zu dieser Zeit Besucher, um das Konzept zu kopieren.

## Beschreibung
Das vierstöckige Gebäude befindet sich an der Drury Street im Glasgower Zentrum. Äußerlich weist es Merkmale klassizistischer Architektur auf. Pilaster, im obersten Geschoss mit korinthischen Kapitellen, gliedern die sieben Achsen weite Fassade vertikal. Horizontal verlaufen dekorative Gesimse und Friese. Der hochwertige und detaillierte Innenausbau stammt weitgehend aus dem frühen 20. Jahrhundert. Wie auch in zwei weiteren Bars Scoullers ist das Hufeisen das Leitmotiv.